# کوین رایلی
کوین رایلی (انگلیسی: Kevin Reilly; ۱۹۶۲ (۶۲–۶۳ سال) – ) خودشاغل اهل ایالات متحده آمریکا است. او به عنوان مدیر ارشد محتوایی اچ‌بی‌او مکس و رئیس تی‌بی‌اس فعالیت می‌کرد.